# وادي حضوضاء
وادي حضوضاء هو واد في تهامة بلاد بلقرن تسيل مياهه من جبل حضوضاء فيمر بين قرية المدبغ وبين قرية الصاغية من قرى آل طارق حتى يرفد وادي الغرين عند قرية الفيفا.